# St. Michael (Sonthofen)

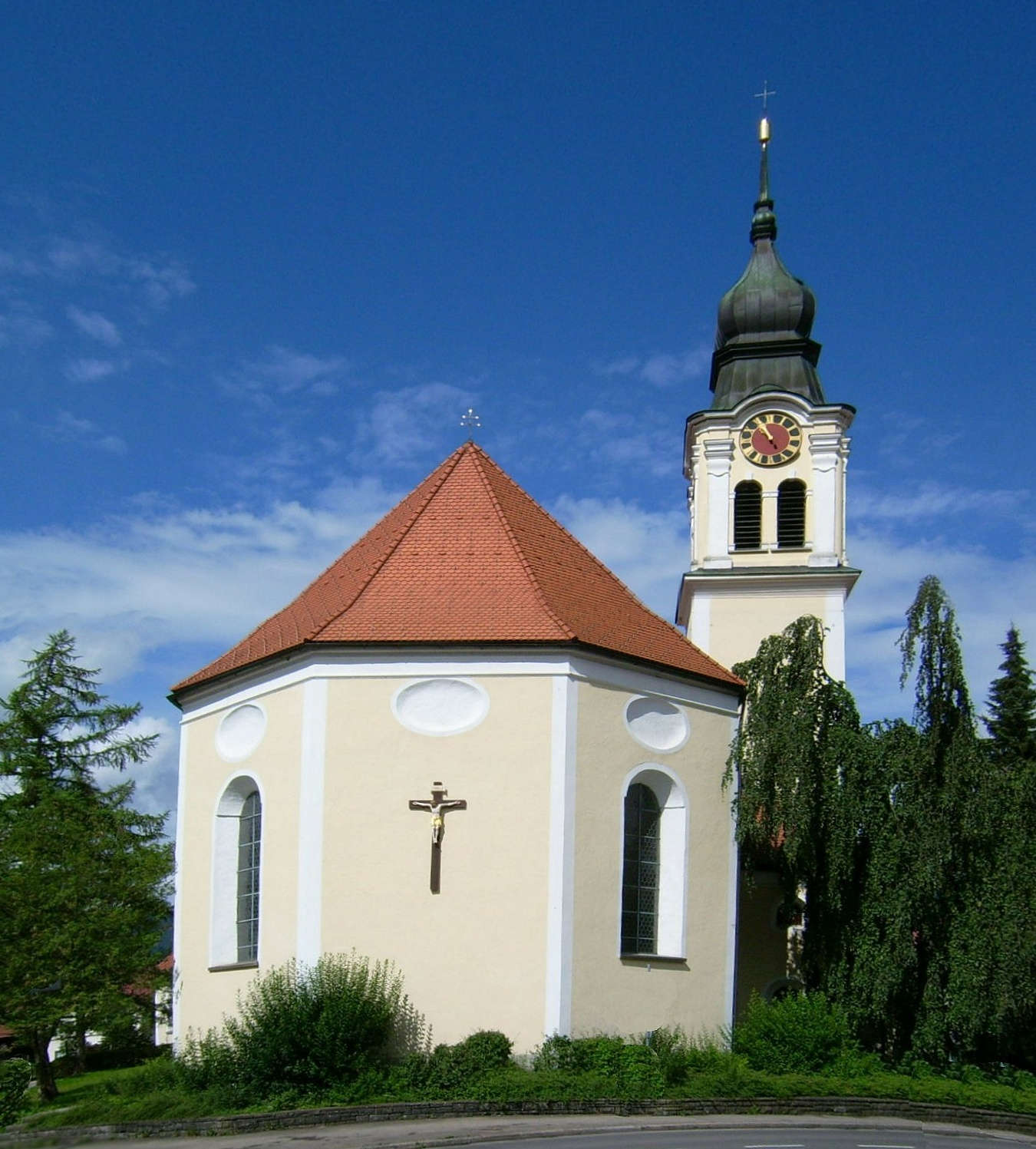
Kirche St. Michael von Osten

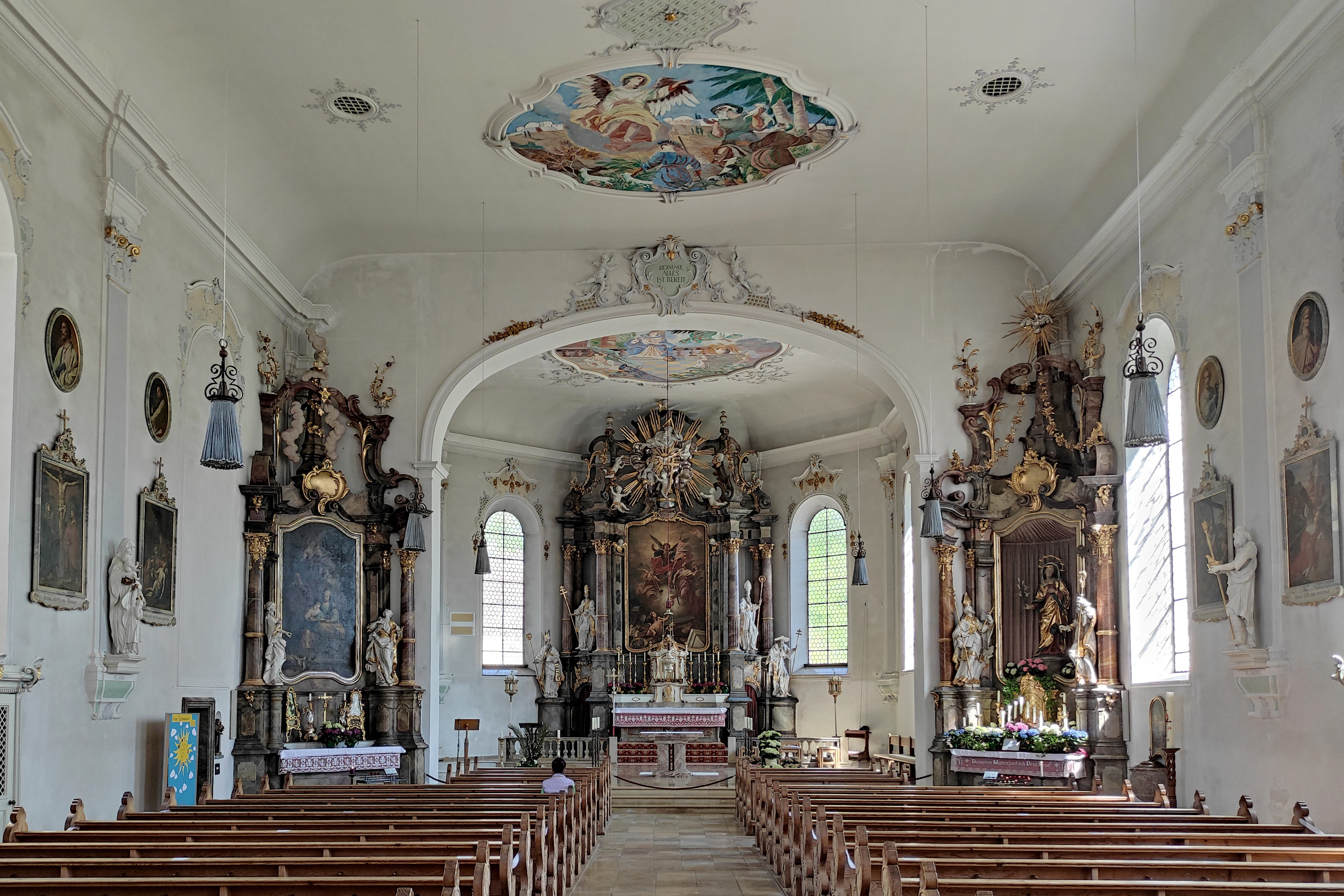
Stadtpfarrkirche St. Michael: Innenraum

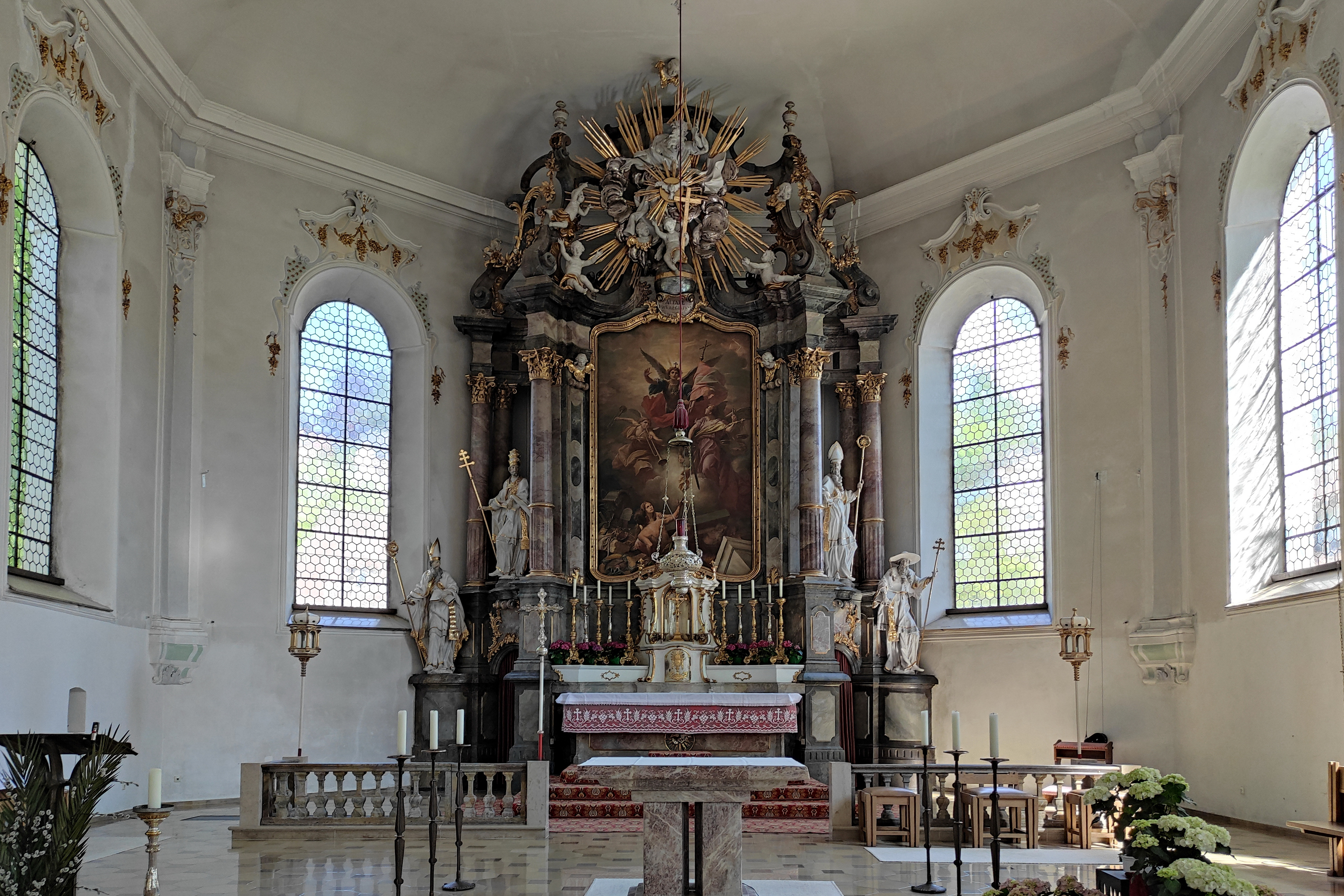
Stadtpfarrkirche St. Michael: Hochaltar

Die unter Denkmalschutz stehende römisch-katholische Stadtpfarrkirche St. Michael in Sonthofen im Allgäu ist ein neobarockes Kirchengebäude. Sie wurde 1449 erstmals erwähnt und nach schweren Bombenangriffen im Zweiten Weltkrieg vom Architekten Thomas Wechs erneuert.

## Baugeschichte
Die erste Erwähnung fand die Kirche im Jahre 1449, als sie niederbrannte und neu gebaut wurde. Baubefunde weisen jedoch auf ein weitaus höheres Alter hin. Nach einem schweren Bombenangriff im Zweiten Weltkrieg wurden Bauteile aus der Gotik gefunden. Im Jahre 1488 wurde die Kirche nach Westen hin erneuert. An der äußeren Nordwestecke ist noch ein Quader mit dieser Jahreszahl zu sehen.
Bei einem erneuten schweren Brand 1540 wurden neben schweren Beschädigungen an der Kirche auch die ersten Altäre zerstört. Von 1549 bis 1552 wurde die Pfarrkirche wiederhergestellt.
1695 baute Hans Weißkopf das Langhaus um, 1738 bis 1739 wurde der Chor erhöht. In einer weiteren Bauperiode von 1741 bis 1742 wurde das Langhaus nochmals nach Westen verlängert und gleichzeitig erhöht. Diese Baumaßnahmen führte Franz Kappeler durch. Die barocke Verkleidung der Westfassade musste aufgrund von Witterungseinflüssen 1863 beseitigt werden. Das Turmgeschoss wurde erneuert und durch ein Glockengeschoss mit Helm ersetzt.
Bei Bombenangriffen im Jahre 1945 wurde die Kirche schwer zerstört und der Dachstuhl vernichtet. Die Scheiben barsten und die Orgel wurde beschädigt. In den Nachkriegsjahren wurde die Kirche unter Leitung des Architekten Thomas Wechs wiederhergestellt. Wechs erhöhte die Kirche um weitere fünf Meter. Bis 1951 wurden die zerstörten Fenster und die zum Teil farbigen Stuckornamente erneuert. Die Restaurierung der Deckenfresken wurde auf einen späteren Zeitpunkt verschoben. 1954 wurde das westliche Vorzeichen angebaut.
Von 1973 bis 1974 fand eine umfassende Außenrenovierung mit einer Neugestaltung des westlichen Kirchenplatzes und dem Umbau der Sakristei statt.
Die Innenrenovierung folgte 1984 unter dem Architekten Tilbert Zell aus Sonthofen. Dabei wurden der Altarraum und die Empore neugestaltet. Den Volksaltar schuf der Bildhauer Hans Wachter.  Die Deckenfresken malte 1988 bis 1994 Arnulf Heimhofer aus Burgberg.

## Orgel

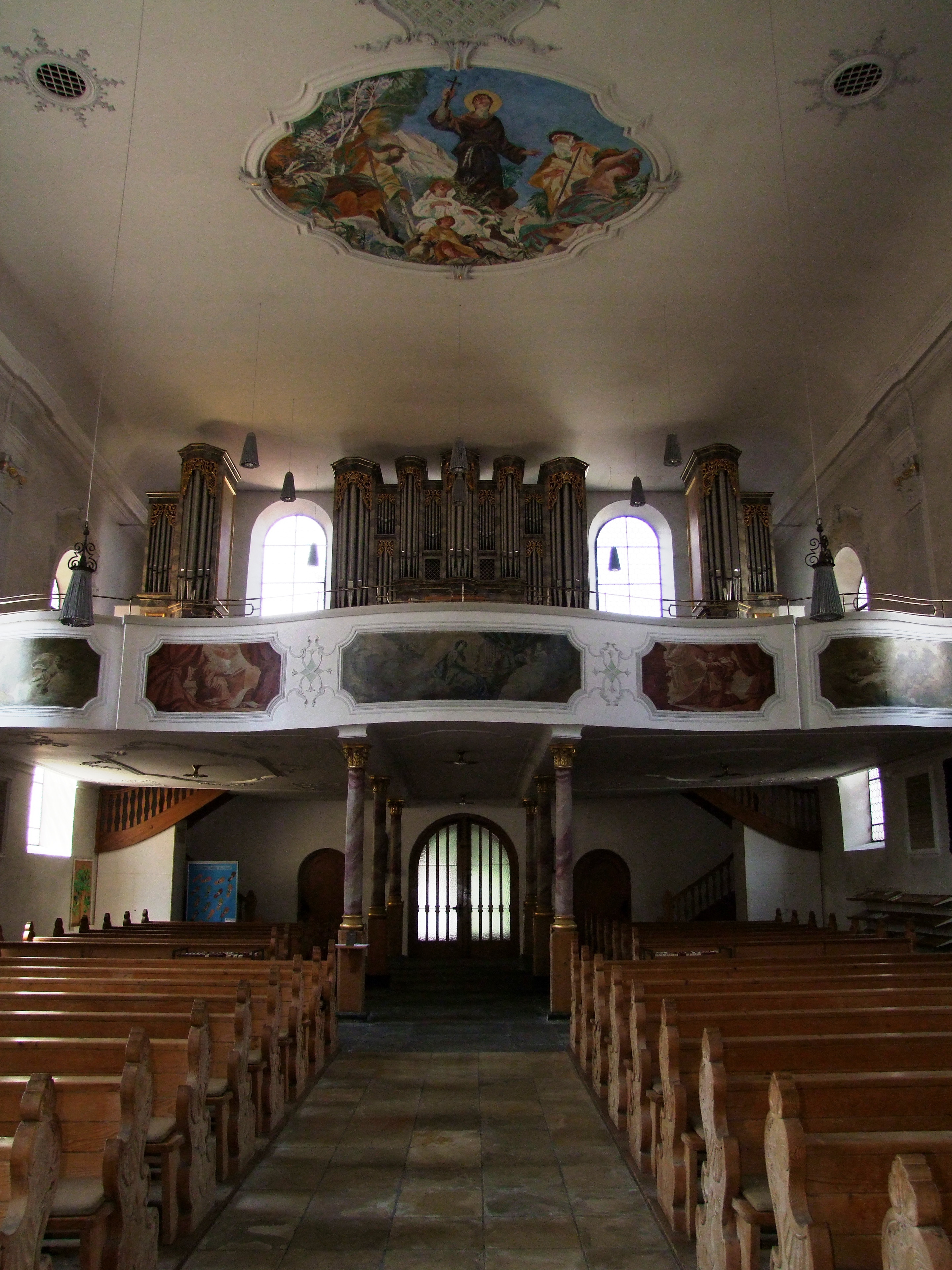
Blick durch das Kirchenschiff auf die Orgel

1985 wurde die beim Bombenangriff beschädigte Orgel durch ein Instrument des Orgelbauers Alfons Zeilhuber sen. aus Sonthofen-Altstädten ersetzt. Das neobarock disponierte Schleifladen-Instrument hat 43 Register auf drei Manualen und Pedal. Die Spieltrakturen sind mechanisch, die Registertrakturen elektrisch.
| I Hauptwerk C– |            |       |
| 1.             | Principal  | 8′    |
| 2.             | Holzflöte  | 8′    |
| 3.             | Octave     | 4′    |
| 4.             | Rohrflöte  | 4′    |
| 5.             | Quinte     | 2 ⁄3′ |
| 6.             | Superoctav | 2′    |
| 7.             | Cornett    | 8′    |
| 8.             | Mixtur     | 1 ⁄3′ |
| 9.             | Trompete   | 16′   |
| 10.            | Trompete   | 8′    |

| II Brustwerk C– |             |       |
| 11.             | Gedackt     | 8′    |
| 12.             | Principal   | 4′    |
| 13.             | Kleinpommer | 2′    |
| 14.             | Quinte      | 1 ⁄3′ |
| 15.             | Sifflet     | 1′    |
| 16.             | Cymbel      | 1⁄3′  |
| 17.             | Krummhorn   | 8′    |
|                 | Tremulant   |       |

| III Schwellwerk C– |               |        |
| 18.                | Bourdon       | 16′    |
| 19.                | Principal     | 8′     |
| 20.                | Hohlflöte     | 8′     |
| 21.                | Salicional    | 8′     |
| 22.                | Schwebung     | 8′     |
| 23.                | Weitprincipal | 4′     |
| 24.                | Koppelflöte   | 4′     |
| 25.                | Blockflöte    | 2′     |
| 26.                | Nasat         | 2 ⁄3′  |
| 27.                | Terz          | 1 3⁄5′ |
| 28.                | Scharff       | 1′     |
| 29.                | Dulcian       | 16′    |
| 30.                | Oboe          | 8′     |
| 31.                | Helltrompete  | 4′     |
|                    | Tremulant     |        |

| Pedal C– |            |         |
| 32.      | Subbaß     | 16′     |
| 33.      | Quintbaß   | 10 2⁄3′ |
| 34.      | Octavbaß   | 8′      |
| 35.      | Gedacktbaß | 8′      |
| 36.      | Terz       | 6 2⁄5′  |
| 37.      | Quinte     | 5 1⁄3′  |
| 38.      | Choralbaß  | 4′      |
| 39.      | Flachflöte | 2′      |
| 40.      | Rauschbaß  | 2 ⁄3′   |
| 41.      | Bombarde   | 16′     |
| 42.      | Trompete   | 8′      |
| 43.      | Schalmey   | 4′      |

- Koppeln: II/I, III/I, III/II, I/P, II/P, III/P